# Paul Hart
Paul Anthony Hart, född 4 maj 1953 i Golborne, Lancashire, England, är en före detta engelsk professionell fotbollsspelare och manager som idag är ansvarig för Charlton Athletics ungdomsakademi. Han spelade 567 ligamatcher och gjorde 39 mål som centerhalv i främst Blackpool och Leeds United under en spelarkarriär som varade 18 år mellan 1970 och 1988.
Efter spelarkarriären så fortsatte han 23 år som manager i bland annat Chesterfield, Nottingham Forest, Barnsley, Portsmouth och Queens Park Rangers.